# 才人
才人指的是古代中国宫廷女官的一種，兼為嬪御；也是越南阮朝後宮嬪御的第九級（儒字：九階才人）。

## 历史沿革
汉时，才人为女官名。魏晉南北朝時設置“才人”，通常兼作妃嬪。
唐朝才人，位比五品官员，宋朝才人位比五品。
明朝时，才人为太子妾室的最高封号，仅次于正室皇太子妃。
曹雪芹在《紅樓夢》中曾寫道“仕宦名家之女，皆親名達部，以備為公主郡主入學陪侍，充為才人贊善之職”。

## 著名人物
- 武则天，唐太宗李世民年间的才人，之后成为中国历史上唯一一位女皇帝。